# Hermann III. (Werl)
Hermann III. († nach 1055) war ein Graf von Werl, der Grafenrechte in Friesland innehatte.

## Leben
Er war Sohn von Rudolf von Werl, einem Bruder von Hermann II., und einer unbekannten Mutter. Ein Bruder oder Vetter Hermanns dürfte Bischof Rotho von Paderborn gewesen sein. Über sein Leben ist recht wenig bekannt. Er hatte Grafenrechte im friesischen Emsgau. Von ihm sind in Emden geprägte Münzen bekannt. Dort besaß er wohl eine Burg, die über eine St. Walburgiskapelle verfügte. Die Burg hat möglicherweise bereits unter seinem Vater bestanden. Albert K. Hömberg hatte Hermann noch mit einem Vogt des Klosters Werden in Verbindung gebracht. Mittlerweile scheint klar zu sein, dass der Vogt dem Geschlecht der Grafen von Berg angehörte. Der dennoch bedeutende und hochadelige Rang Hermanns wird durch seine Heirat mit Richenza deutlich. Diese stammt auch nach neueren Forschungen wohl aus dem rheinischen Haus der Ezzonen. Sie war Tochter des Herzogs Otto von Schwaben. Aus der Ehe Hermanns mit Richenza ging die Tochter Oda hervor. Diese heiratete um 1065 den Grafen Udo von Stade. Nach dem Tod Hermanns heiratete Richenza Otto von Northeim.